# Same Script, Different Cast
Same Script, Different Cast est une chanson de Whitney Houston et Deborah Cox. Single en 2000, la chanson est incluse dans la compilation Whitney: The Greatest Hits (2002).
L'introduction de la chanson contient des notes de La Lettre à Élise de Ludwig van Beethoven.
La chanson a atteint la 4e place du Hot Dance Club Songs.